# Pierrick Massiot
Pierrick Massiot, né le 22 avril 1948 à Josselin dans le Morbihan, est un homme politique français, président du conseil régional de Bretagne de 2012 à 2015.

## Biographie

### Études et famille
Fils de parents commerçants, étudie à Rennes. Il rencontre pour la première fois Jean-Yves Le Drian « sur les pavés de la place Hoche en Mai 68 ». Pierrick Massiot obtient[Où ?] une licence de philosophie en 1970, puis passe un an au Chili, dont six mois à Santiago. À son retour en France, il effectue son service militaire avant de créer une entreprise de pulls marins bretons qui pratique la vente directe d'usine et revient pour deux ans dans le Morbihan. Il décroche une maîtrise de sociologie à partir de son travail dans cette entreprise. En 1980, il crée une entreprise dans l'immobilier et vient s'installer à Liffré dans la région rennaise.
Il est père de deux enfants. 
Il adhère au PS en 1977 à la suite de l'élection d'Edmond Hervé comme maire de Rennes

### Activités de gestionnaire
À partir de 1989, il est nommé par la mairie de Rennes comme l'un des administrateurs de la société d'économie mixte du Stade rennais lorsque le club est au bord de la faillite. Il s'occupe de remettre les comptes à l'équilibre en occupant le poste de vice-président du directoire jusqu'en 1994.

### Activités politiques

#### Mairie de Rennes
Il est élu conseiller municipal de Rennes en 1989 dans la majorité d'Edmond Hervé. À l'issue des élections municipales de 1995, il devient adjoint au logement de la ville, et récupère en 1997 la gestion des finances à la suite de l'élection de Marcel Rogemont comme député aux élections législatives de la même année. Il devient ainsi élu à plein temps, et doit laisser son entreprise. À la suite des municipales de 2001, il devient 1er adjoint de la ville de Rennes. Lorsqu'Edmond Hervé annonce qu'il ne se représenterait pas pour les municipales de 2008, il est sollicité pour prendre sa suite, mais renonce à se présenter et soutient le futur maire Daniel Delaveau.
Il devient un proche d'Edmond Hervé, et est ainsi son directeur de campagne lors des élections législatives de 1993.

#### Conseil régional de Bretagne
Il est élu pour la première fois conseiller régional de Bretagne lors des régionales de 2004 et devient vice-président chargé des finances. Il est réélu lors des élections suivantes en 2010 et conserve le même poste au sein de l'exécutif de la région.
Lorsque le président du Conseil régional Jean-Yves Le Drian doit laisser sa place pour cause de cumul des mandats à la suite de sa nomination comme ministre de la Défense du gouvernement de Jean-Marc Ayrault, son nom est avancé pour prendre sa suite. Il est désigné par le bureau régional du Parti socialiste comme candidat le 7 juillet 2012. Enfin, en séance plénière du 10 juillet suivant, le Conseil régional l'élit à sa présidence par 55 voix sur les 83 membres que compte l'assemblée.
Il se prononce de manière répétée en faveur de la réunification de la Bretagne, et contre une fusion entre la région Bretagne et des Pays de la Loire,. À ce titre, il plaide pour que les habitants de la Loire-Atlantique puissent être consultés dans le cadre d'un redécoupage régional.